# Zielpunkt (Handelskette)

Ehemaliges Logo

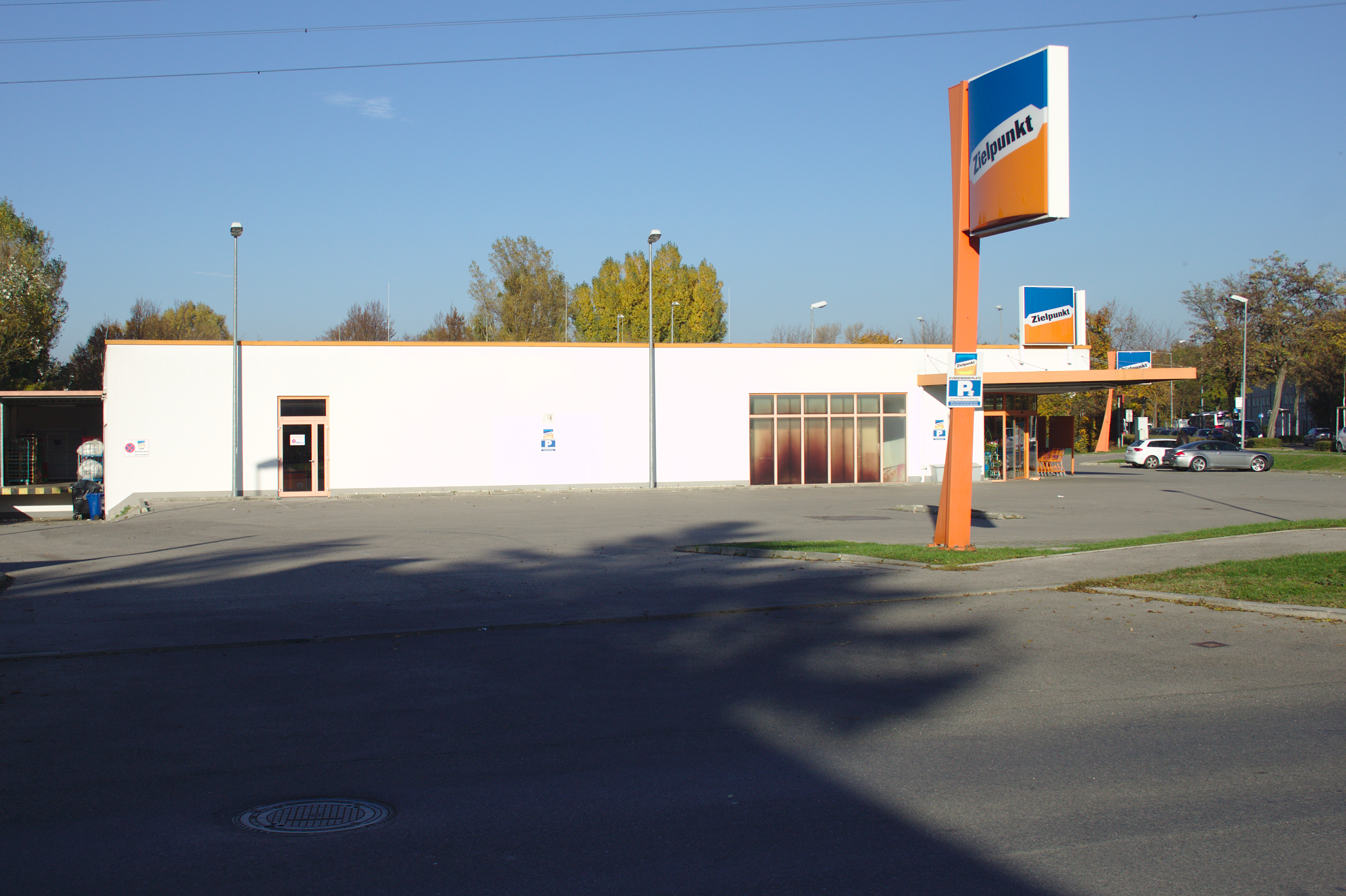
Zielpunkt-Filiale in Wien-Donaustadt, 2013

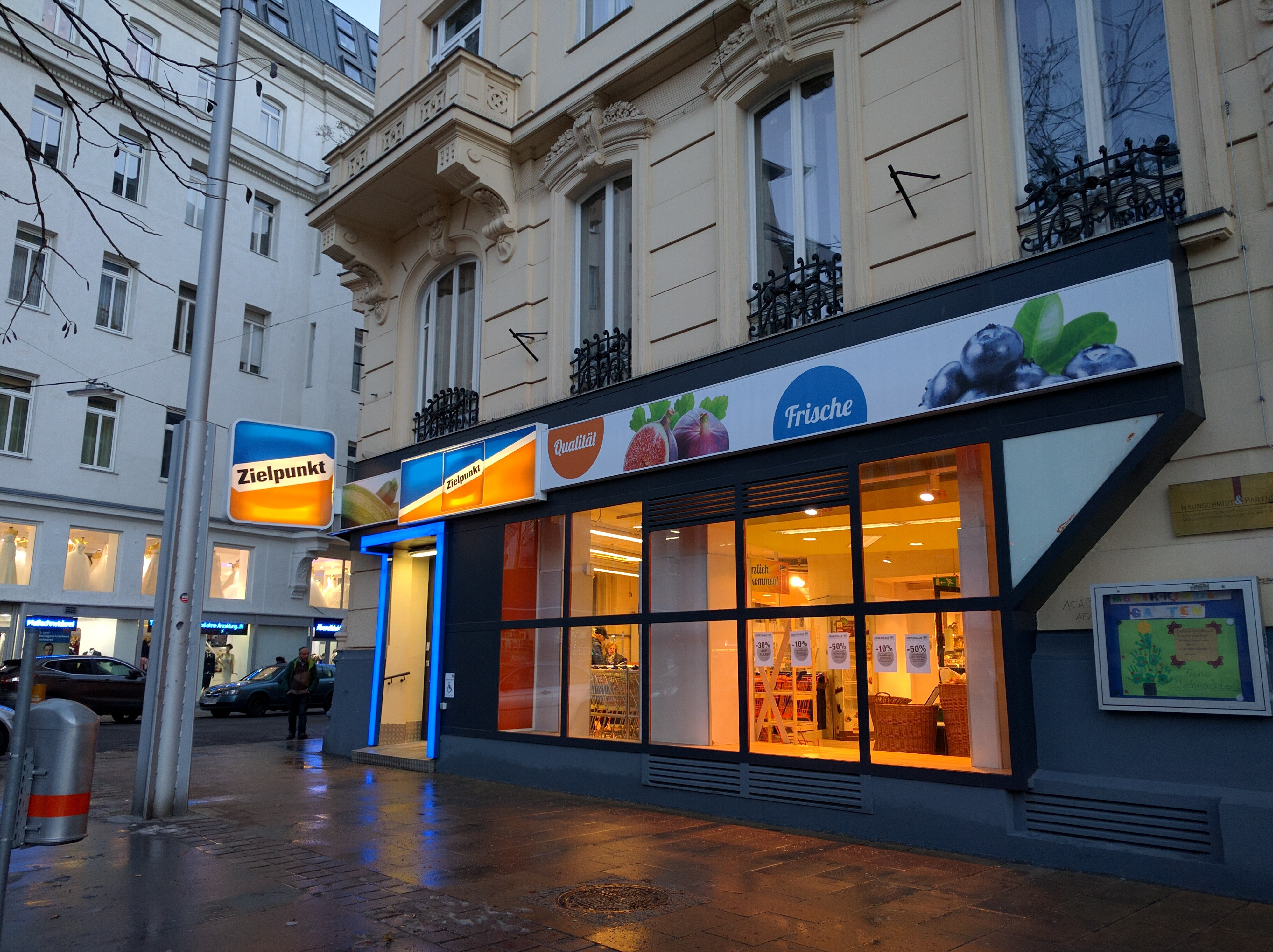
Zielpunkt-Filiale in Wien-Alsergrund kurz vor der Schließung im Jänner 2016

Zielpunkt (zuletzt in Form der Zielpunkt GmbH) war bis Anfang 2016 eine österreichische Supermarktkette mit geografischem Schwerpunkt in Ostösterreich. Zielpunkt bot in seinen verbliebenen 254 Filialen (2015) ein Lebensmittel-Vollsortiment von rund 6.300 Artikeln auf einer durchschnittlichen Verkaufsfläche von 500 m² an. Zielpunkt war drittgrößter Supermarkt-Filialist in Österreich und beschäftigte knapp 2400 Mitarbeiter. Zielpunkt meldete Ende November 2015 die Insolvenz an. Die Unternehmer Manuela und Ramas Atanelov kauften die Namensrechte und eröffneten im November 2016 in Wien wieder eine Zielpunkt-Filiale, die jedoch erneut Insolvenz anmelden musste.

## Geschichte
1967 wurde die Lebensmittelkette LÖWA von Walter Löwe und Jenö Eisenberger gegründet; fünf Jahre später (1972) wurde sie an die deutsche Unternehmensgruppe Tengelmann verkauft. 1976 entstanden die ersten Zielpunkt-Märkte in Österreich. Bis 1998 wurden alle bestehenden LÖWA-Filialen umgebaut und umbenannt. Im Zuge der Insolvenz des Konsum-Konzerns übernahm Tengelmann ab 1995 einige Filialen sowie in den 2000er Jahren einige Julius-Meinl-Filialen.
2005 startete Tengelmann eine große Umstrukturierung: Im Zuge dessen wurden 97 der 364 Zielpunkt-Filialen vorübergehend zu Plus-Diskont-Märkten. Nur drei Jahre später wurden aus den Plus-Diskontmärkten wieder Zielpunkt-Supermärkte, die im Mai 2010 von Tengelmann an den luxemburgischen Investmentfonds BluO verkauft wurden.
Zu Beginn 2012 wurde die Kette mit 300 Filialen und ca. 3.000 Mitarbeitern von Jan Satek mittels eines Management-Buyouts gekauft. Satek war bereits unter dem Eigentümer BluO Geschäftsführer von Zielpunkt.
Im April 2012 erwarb die Pfeiffer-Unternehmensgruppe 24,9 % der Aktien. Im November 2012 übernahm die BOW Beteiligungs GmbH 75,1 % der ZIP-Warenhandel-AG-Aktien; die Pfeiffer-Unternehmensgruppe hält 24,9 % an der ZIP Warenhandel AG; es erfolgte eine enge operative Anbindung an den Minderheitseigentümer Pfeiffer-Unternehmensgruppe.
Im April 2013 wurden die 18 oberösterreichischen Zielpunkt-Filialen bis Ende des Jahres von der zur Pfeiffer-Gruppe gehörenden Lebensmittelkette Unimarkt übernommen und umfirmiert.
Geplant war, alle Filialen östlich von St. Pölten als Zielpunkt zu belassen, während jene westlich von St. Pölten in Unimarkt umbenannt werden sollten.
Im November 2013 wurde die ZIP Warenhandel AG in eine GmbH umgewandelt und auf Zielpunkt GmbH umbenannt.
Durch die Vollintegration in die Pfeiffer-Handelsgruppe konnten seit der Übernahme 2014 Synergieeffekte genutzt werden: Das Zielpunkt-Zentrallager im 23. Wiener Gemeindebezirk wurde zum dritten Zentrallager der oberösterreichischen Handelsgruppe.
Ebenfalls im November 2013 präsentierte Zielpunkt das neue Filialkonzept. Die Zielpunkt-Filiale Draschestraße 66 im 23. Wiener Gemeindebezirk stellt den Prototyp dar. Das neue Konzept setzte auf Nachhaltigkeit, moderne Ausstattung und ein vielseitiges Angebot. Verstärkt wurde der überarbeitete Filialauftritt durch neue Formen der Warenpräsentation.
Anfang Dezember 2015 meldete Zielpunkt Insolvenz an. Laut Gewerkschaft der Privatangestellten waren knapp 3.000 Personen betroffen. Die 229 Filialen machten im Jahre 2014 einen Verlust von 11,7 Millionen Euro bei einem Umsatz von 440 Millionen Euro. Zeitgleich mit der Verkündung der Insolvenz wurde bekannt, dass der Eigentümer Pfeiffer einen Immobilienkauf mit TREI Real Estate Austria, der früheren Löwa Warenhandel Gesellschaft m.b.H, abwickelte. Da nach Ansicht der Gewerkschaft der Eigentümer durch diesen Kauf profitierten, während er Zielpunkt gezielt in die Pleite schickten, ließ sie einen eventuellen Straftatbestand prüfen.
Da die Ausgliederung von Schirnhofer, einem langjährigen Fleischlieferanten, der seine Filialen als Shop-in-Shop betrieb, noch nicht abgeschlossen war, musste auch dieses Unternehmen am 1. Dezember 2015 Insolvenz anmelden. Eine Sanierung konnte im Februar 2016 erfolgreich abgeschlossen werden.
Sieben Filialen in Wien und Graz übernahm die Bio-Supermarktkette Denn’s. 20 Filialen gingen an Rewe, 26 an Spar, Hofer übernahm elf Filialen und Lidl erhielt zwei Filialen. Die österreichische Ethno-Lebensmittelkette Etsan bekam acht Filialen.  Aber auch branchenfremde Interessenten kamen zum Zug (in Klammer die Filialzahl):
dm (7), Bipa (4), der Tierfachmarkt Fressnapf (2) und Libro (1).
| Übernehmendes Unternehmen | Anzahl Filialen |
| ------------------------- | --------------- |
| Spar                      | 26              |
| Rewe                      | 20              |
| Hofer                     | 11              |
| Etsan                     | 8               |
| denns                     | 7               |
| Lidl                      | 2               |
| dm                        | 7               |
| Bipa                      | 4               |
| Fressnapf                 | 2               |
| Libro                     | 1               |

Anfang Jänner 2016 schlossen 112 Filialen, die nicht verkauft werden konnten. 1250 Mitarbeiter verloren ihren Arbeitsplatz. Am 29. Jänner 2016 schlossen 39 weitere Filialen. Eine bereits am 2. Jänner 2016 geschlossene Filiale in Mürzzuschlag ging an Unimarkt. Am 17. Februar 2016 schlossen die letzten 77 Filialen, nachdem die Ware mit Rabatten von zuletzt 80 Prozent fast vollständig abverkauft worden war. Von den neuen Betreibern dürften 1000 bis 1200 der etwa 2700 Mitarbeiter übernommen werden.
Am 19. Februar 2016 wurde bekannt, dass Lidl zusätzlich zu den zwei Filialen acht weitere übernimmt.
In Niederösterreich standen im Jänner 2018 die Hälfte der alten Zielpunkt-Geschäfte noch immer leer: Mehr als zwei Jahre nach der Insolvenz hatten in Niederösterreich 42 von insgesamt 83 geschlossenen Standorten keine Nachnutzung gefunden.
Die im Großhandel tätigen Wiener Unternehmer Manuela und Ramas Atanelov kauften die Wortbildrechte an der Marke Zielpunkt aus der Konkursmasse. Am 24. November 2016 eröffneten sie unter diesem Namen ihre erste Filiale in Wien-Brigittenau. Nach einer mehrmonatigen Testphase waren für 2017 weitere Filialen in Wien geplant. Langfristiges Ziel war es, das Filialnetz auf ganz Österreich auszubreiten. Die Hauptzielgruppe hätten dabei Familien mit geringem Budget sein sollen. Man wollte unter anderem ein breiteres Obst- und Gemüsesortiment sowie verstärkt internationale Lebensmittel anbieten, um auch bestimmte Migrantengruppen verstärkt anzusprechen. Im Februar 2017 meldete die Ramas WarenhandelsgmbH jedoch Insolvenz an (laut KSV1870 ein „Sanierungsverfahren ohne Eigenverwaltung“).

## Sortiment
Die Unternehmung vertrieb Produkte diverser Produzenten, Eigenmarken, Fairtrade-Produkte und Ethno-Produkte. In letzterem, dem Ethno-Meter, bot Zielpunkt spezielle importierte und handverlesene Produkte aus der Balkanregion und der Türkei an. Eigenmarken waren die Biolinie „natürlich für uns“ und die Niedrigpreismarke „Jeden Tag“.
Zielpunkt setzte im Produktsortiment auf Waren österreichischer Herkunft. Die Eigenmarke „natürlich für uns“ richtete sich an bewusste Käufer, die auf Herkunft und biologischen Ursprung der Produkte Wert legen. Rund 150 verschiedene „natürlich für uns“ Bio-Produkte wurden bei Zielpunkt angeboten.
Ab Mai 2012 gab es unter der Dachmarke „Feines für mich“ eine eigene Bedientheke mit Wurst, Käse, Gebäck und Fleisch.
Lieferanten der Feinkost „Feines für mich“ waren heimische Unternehmen wie Ankerbrot, Ströck und Felber für Brot- und Gebäckwaren und Produzenten wie beispielsweise Schirnhofer, Berger, Moser und Wiesbauer für Wurstprodukte. Das Käsesortiment bestand vorwiegend aus österreichischen Marken wie Schärdinger und Käsemacher sowie aus internationalen Spezialitäten. 2013 wurde die Zusammenarbeit mit Schirnhofer neu geordnet: Zielpunkt übernahm bis Ende 2014 alle bestehenden Shop-in-Shop-Feinkost-Theken in 190 Filialen zum Eigenbetrieb. Dazu wurden die rund 800 Schirnhofer-Mitarbeiter von Zielpunkt sukzessive übernommen und das Sortiment von Schirnhofer, neben Produkten anderer Lieferanten, weiter vertrieben.

## Kooperationen
Seit März 2011 war Zielpunkt Mitglied beim internationalen Kooperations- und Einkaufs-Netzwerk der Markant AG.
Der Beitritt zur Markant AG war ein wesentlicher Schritt im Rahmen des Sanierungs-Prozesses von Zielpunkt seit der Übernahme durch bluO. Neben dem gemeinsamen Beschaffungsprozess von Waren nutzte Zielpunkt Dienstleistungen der Markant sowie gemeinsame Marktforschung.
Im November 2011 führte Zielpunkt als erster Lebensmitteleinzelhändler Österreichs die Möglichkeit zum kontaktlosen Bezahlen ein. In Kooperation mit Mastercard konnten Kunden seit 2012 in allen Filialen mit PayPass kontaktlos zahlen.
Im eigenen Interesse setzte Zielpunkt alles daran, die Menge an Lebensmitteln, die nicht verkauft werden konnten, so gering wie möglich zu halten. Durch exakte Einkaufsmengen, vorausschauende Planung und enge Kooperationen mit Sozialmärkten wurde vermieden, dass Lebensmittel auf dem Müll landen. Soweit es das Lebensmittelgesetz zuließ, wurden nach Ladenschluss Produkte Sozialmärkten zur Verfügung gestellt. Zielpunkt kooperierte mit den Sozialmärkten SOMA, Vinzimärkten, Team Tafel Österreich sowie dem Caritas-Projekt Le+O.